# Brasserie de l'Hortensia
 (juin 2015).
La Brasserie de l'Hortensia est une brasserie parisienne du XVIIIe siècle située rue du Faubourg-Saint-Antoine et rue de Reuilly.

## Histoire
La famille Santerre, famille de longue tradition brassicole originaire du Nord de la France, s'installa à Paris à la suite de l'achat par Antoine Santerre, en 1747, de la brasserie dite de la Madeleine située rue d'Orléans au faubourg Saint-Marcel. Son fils, Antoine Joseph Santerre, fut reçu le 7 mai 1770 par la communauté des brasseurs de Paris en tant que fils de maître. Lors de ses études au collège des Grassins, il marqua un goût particulier pour la physique et la chimie qui lui permirent d'apporter ultérieurement et avec l'aide de son frère Jean-François Santerre dit La Fontinelle, des améliorations significatives aux techniques de brassage de l'époque.

Antoine Joseph Santerre s'est établi en 1772 au cœur d'un important quartier brassicole de Paris consécutivement à l'acquisition de la brasserie d'André-Arnoult Aclocque, dite de l'Hortensia, située rue du Faubourg-Saint-Antoine et rue de Reuilly. De 1785 à 1807, il rédigea le manuel de "l'Art du brasseur", fruit d'une longue expérience familiale et personnelle. Ce manuel, à la fois technique et théorique, dédié à son fils Armand-Théodore, décrit minutieusement la fabrication de la bière et la gestion de la Brasserie de l'Hortensia.

La Brasserie de l'Hortensia fut vendue à Jean-Claude Cousin au début de l'année 1797. Le 8 janvier 1797 fut dressé un inventaire des biens. Le 10 mars 1797, Jean-Claude Cousin se plaignait de Panis Santerre (beau frère d'Antoine Joseph Santerre) et de Jean-François Santerre dit La Fontinelle (frère d'Antoine Joseph Santerre).

## Organisation technique et spatiale
La Brasserie de l'Hortensia s'organisait en deux parties : du côté de la rue de Reuilly, une partie réservée à la production et aux animaux ; du côté de la rue du Faubourg-Saint-Antoine, une partie réservée au stockage et au personnel.

### Une partie réservée à la production et aux animaux

#### Malterieetmoulin
Le grenier se trouve à l'étage du bâtiment, le long de la rue de Reuilly, la porte cochère étant juste à côté. Les transports de grains arrivent de la route et les céréales y sont stockées. Le grain passe ensuite au crible pour le triage. Celui-ci mesure deux mètres de long sur 1,30 mètre de large, est en fil de fer et monté sur un châssis en bois de chêne. Le grain ainsi trié se retrouve dans la cuve dite "cuve-mouilloire" où il s'imbibe d'eau le préparant à la germination. Il est ensuite stocké au rez-de-chaussée, dans le "germoir".
Une fois la germination atteinte, le grain est mis à sécher et à griller dans la touraille. Celle-ci mesure environ sept mètres de hauteur et six mètres de diamètre. Il est à noter que Antoine Joseph Santerre a particulièrement contribué à l'amélioration technique de ce bâtiment.
Le grain est ensuite broyé dans le moulin. Celui-ci est à double-tournant suivant un modèle anglais et est actionné par un manège pouvant accueillir quatre chevaux. Les mécanismes permettent de moudre le grain, monter les sacs vers le grenier et actionner les pompes à eau du puits. Il y a, à côté du manège à chevaux, une presse permettant de reconditionner les sacs de houblon ou de levure.

#### Salle debrassage
La salle de brassage comprend cinq chaudières et deux "cuves-matière" réservées aux opérations d'empâtage et de cuisson du moût. Les deux "cuves-matière" ont pour volume maximal 6900 litres pour l'une, 12300 litres pour l'autre. Les transferts d'eau chaude et de moût entre les différentes cuves et chaudières sont effectuées grâce à un réseau de gouttières en cuivre ou en bois.

#### Un espace réservé aux animaux
Cet espace comprend une écurie, une sellerie, une remise avec les mangeoires et un poulailler.

### Une partie réservée au stockage et au personnel

#### Refroidissement et mise en fermentation dumoût
Au premier étage de la grande "entonnerie", le moût, sortant de la salle de brassage encore bouillant, arrive dans les bacs "rafraichissoirs" via une longue gouttière en bois. Il s'agit de quatre bacs de faible hauteur (cinq centimètres) dont les capacités maximales varient entre 1210 litres et 1950 litres.
Une fois le moût refroidi, il est versé dans les "cuves-guilloire" via des tuyaux en plomb, pour la mise en fermentation. La Brasserie de l'Hortensia comprend deux "cuves-guilloire" : leurs capacités maximales étant de 7780 litres et 16300 litres. Ces cuves reposent sur des piliers en pierre et disposent, à leur base, de robinets servant à entonner la bière.

#### Stockage des tonneaux
Au rez-de-chaussée de la grande « entonnerie », une salle est réservée au stockage des tonneaux où la bière finit sa fermentation, finalement prête à la vente. À proximité de cette salle, il y a une « entonnerie d'hiver » et plusieurs celliers.

#### Parties communes
Les parties communes sont : les chambres des ouvriers, une cuisine et la boutique du tonnelier.